# Альбдаг
Альбдаг (фриз. Albdag; д/н — після 880) — граф Східної Фризії у 870—880 роках.

## Життєпис
Про походження достеменно невідомо. Висловлюється припущення, що вів родовід від фризького короля Радбода, був родичем Герульфінгів. Народився поблизу сучасного міста Гіслума. Мав братів Вупольта, Фольквара й Отгера. Про молоді роки замало відомостей, але вважається, що брав участь у міжусобицях франків після смерті імператора Людовика I.
870 року під час укладання Мерсенського договору отримав графство Східна Фризія (землі між річками Влі та Лауерс). Склав присягу Людовику II, королю Східно-Франкської держави. Захищав свій регіон від нападу данів. 873 року організував оборону під час нападу Хродульфа, графа Рюстрінгену. Спільно з Герульфом, графом Західної Фризії, біля Доккюма завдав супротивникові рішучої поразки. Невдовзі змусив данів на чолі з Рориком здатися. Останній перейшов на бік франків.
Подальша доля Альбдаг відома недостатньо. Ймовірно, помер або загинув у 880 році під час війни проти нового очільника норманів Готфріда.